# Sky (banda)
Sky foi uma banda britânica de rock progressivo formada em 1978 em Londres. Anteriormente à formação da banda John Williams já era considerado como um dos principais guitarristas clássicos.

## História
Em 1978, o guitarrista clássico John Williams decidiu reunir-se com Herbie Flowers (baixo), Francis Monkman (tecladista, anteriormente no Curved Air), Tristan Fry (baterista, também membro da Royal Philharmonic Orchestra e do Academy of St. Martin in the Fields) e Kevin Peek (guitarrista) para formar a banda. Após procuras por uma gravadora, assinaram com o pequeno selo europeu Ariola Records. Seu álbum de estreia foi muito bem sucedido no Reino Unido e na Austrália. O álbum seguinte, Sky 2, foi ainda melhor sucedido, se tornando um dos dez álbuns mais vendidos no Reino Unido na década de 1980.
Em 1980 o produtor britânico Martin Lewis concebeu a ideia do Sky em um concerto no Westminster Abbey em Londres, uma igreja de 900 anos no centro da cidade, o que acabou se realizando no ano seguinte. Foi a primeira fez que o lugar sediava um concerto, e foi gravado para um especial de televisão. O concerto era em favor da organização de direitos humanos Anistia Internacional e comemorou o vigésimo aniversário da organização. Tal acontecimento deu grande cobertura da mídia para a banda.
A saída de Francis Monkman levou à entrada de Steve Gray, que levou influências do jazz à banda. Os álbuns seguintes viram um queda gradual de qualidade e sucesso. Após o sexto álbum Cadmium John Williams também deixou a banda. O Sky gravou mais dois álbuns, The Great Balloon Race e Mozart. O último foi produzido com o Academy of St. Martin in the Fields, e foi o álbum melhor sucedido da banda nos Estados Unidos. Após Mozart a banda apresentou-se ocasionalmente em algumas turnês, até o seu fim por definitivo em 1994. Músicos convidados dessa época incluíam Paul Hart (teclado e guitarra), Marc Borroughs (guitarra) e Richard Durrant (guitarra).

## Integrantes
- John Williams - guitarra
- Herbie Flowers - baixo
- Francis Monkman - teclado
- Tristan Fry - bateria
- Kevin Peek - guitarra
- Steve Gray - teclado

## Discografia

### Singles
- Cannonball (1979)
- Toccata (1980)

### Álbuns
- Sky (1979)
- Sky 2 (1980)
- Sky 3 (1981)
- Sky 4 Forthcoming (1982)
- Sky Five Live (1983)
- Cadmium (1983)
- Masterpieces (The Best of Sky) (1984)
- The Great Balloon Race (1985)
- Mozart (1987)